# Лаппо-Данилевская, Надежда Александровна
Надежда Александровна Лаппо-Данилевская (в девичестве Люткевич, 29 сентября 1871 год, Могилёв или Киев, Российская империя — 17 марта 1951 год, Шароль, департамент Сона и Луара, Франция) — русская писательница, участница Русского апостолата.

## Биография
Из военной семьи, в 1891 году окончила Санкт-Петербургский Елизаветинский институт, путешествовала по Европе, жила в Италии, где дебютировала как лирическая певица в миланском Ла Скала.
В 1898 году вышла замуж за композитора Сергея Сергеевича Лаппо-Данилевского (8.4.1868—13.05.1957), младшего брата историка А. С. Лаппо-Данилевского; брак распался к нач. 1910-х годов. У супругов было двое детей: дочь Ирина (род. 18 октября 1897 года; скончалась в раннем возрасте) и сын Фёдор (род. 13 октября 1904 года; умер после 1951 года).
После 1917 года Надежда Александровна неудачно пыталась перейти границу с Финляндией, была арестована и содержалась в застенках ЧК, в 1920 году вместе с детьми бежала в Латвию. Жила в Варшаве и Берлине.
В 1923 году в Риме её принял на аудиенции папа Пий XI, в 1924 году в Париже она перешла в католичество. Далее была среди основателей и активных прихожан прихода Святой Троицы на 39, rue Francois-Gerard, Paris, 16. Участвовала в пастырских проектах, занималась каритативной деятельностью, публиковалась в приходском издании «Наш приход».

## Творчество
Первая публикация автора вышла в 1911 году это стихотворение «Когда вечерний мрак спадет…». Далее Лаппо-Данилевская стала известна, как писатель благодаря своим романам: в 1911 году под псевдонимом Н.А. Кредо опубликовала «В тумане жизни», в 1912 году — «Жена министра» (Отдельное издание — 1913 года и под названием «Пустоцветы» вышло переиздание в Риге в 1927 году). В 1914 году выходит «Княжна Мара» и вслед написала «Русский барин», это наиболее знаменитое произведение Лаппо-Данилевской. В романе на фоне семейной драмы главных героев в образе неграмотного сельского священника угадывается фигура Григория Распутина. Роман «Мишура» публикуется в 1916 году, в 1917 году — «Долг жизни» (переиздание — Берлин 1922 год). Ещё будучи в Петрограде, задумала цикл под общим названием «Развал», состоящей из частей «Развал», «Крушение», «На ком вина?» и «Да будет свет», произведение увидело свет в Берлине 1921 год — 1922 годах. К 1922 году относится роман «Екатерина Никитишна», также опубликованный в Берлине.
Католическая тематика начинает явно присутствовать в произведениях писательницы начиная с романа «К счастью», написанном в Париже в 1925 году, и затем продолжается в повести 1926 года «Поруганный», она посвящена состоянию русской католической эмиграции и роли личностного осознания этого феномена. Тема дореволюционной России показана романах «В усадьбе» (Париж, 1928 год) и «Миллионы Бурлаковых» (первое издание в Риге в 1929 году и второе под названием «На Волге» переиздано в Шанхае в 1937 году.

Согласно учёту выдаваемой литературы в Тургеневской библиотеке в Париже, в 1930-е Лаппо-Данилевская входила в число 15 наиболее читаемых авторов. Вместе с тем критики, воспитанные на идеалах общественного служения, были порой незаслуженно строги к её произведениям.— Лаппо-Данилевский К. Ю. Н. А. Лаппо-Данилевская // Русские писатели: 1800–1917. Биографический словарь. М., 1994. Т. 3: К–М. С. 289–290.
Умерла 17 марта 1951 года в Шароль, департамент Сона и Луара, Франция.

## Сочинения
- В тумане жизни. — 1911.
- В усадьбе. — Париж. 1928.
- В усадьбе. — Париж. 1928.
- Долг жизни. — 1917 (переизд.: Берлин, 1922)
- Екатерина Никитишна. — Берлин, 1922 (pdf)
- Жена министра. — 1912. (переизд.: 1913)
- К счастью. — 1925.
- Княжна Мара. — Петроград, 1914
- Крушение (Армия). — Берлин. 1922.
- Маленькая женщина: повесть и рассказы. — Петроград, 1918.
- Миллионы Бурлаковых. — Рига. 1929.
- Мишура. 1916.
- На Волге. — Шанхай, 1937.
- Петроградские наброски: Очерк // Последние известия. — Ревель. 06.5.1921, № 106. — С. 1—2.
- Письмо женщинам всего мира // Последние известия. — Ревель. 24.11.1921, № 283. — С. 3.
- Поруганный. 1926.
- Пустоцветы. — Рига: Издание М. Дидковского, 1927. — 192 с.
- Развал 1916—1917 гг.
- Русский барин. Пг. 1915 (англ. перевод: Lappo-Danileveskaia N. A. Michail Gourakin, the heart of Russia. New York: McBride, 1917; 2-е изд.: Michail, or, The heart of a Russian: a novel in four parts by a Russian lady. London: William Heinemann, 1917).
- Сцены петроградской жизни // Последние известия. — Ревель. 13.01.1921. № 8. — С. 2.; 21.4.1921, № 92. — С. 2—3.